# 福島県立平商業高等学校
福島県立平商業高等学校（ふくしまけんりつ たいらしょうぎょうこうとうがっこう）は、福島県いわき市平中塩にある県立商業高等学校。地元では「へいしょう」と呼ばれている。

## 設置学科
- 全日制課程　
  - 商業科
  - 国際経済科
  - 流通ビジネス科
  - 情報システム科
  - OA会計科

平成25年学科改編
- 全日制課程　
  - 流通ビジネス科
  - 情報システム科
  - オフィス会計科

## 沿革
- 1913年 - 平商業補習学校として創立。
- 1920年 - 福島県平商業学校となる。
- 1947年 - 県へ移管、福島県立平商業学校となる。
- 1948年 - 学制改革により、福島県立平商業高等学校となる。定時制の福島県立平第二高等学校が併設される。
- 1969年 - 併設されていた定時制の福島県立平第二高等学校が福島県立内郷高等学校（現：福島県立いわき総合高等学校）定時制課程と統合され福島県立いわき中央高等学校（現：福島県立いわき翠の杜高等学校）として市内内郷へ移転し、単独設置校となる。
- 2011年 - 流通ビジネス科募集定員40名減となる。
- 2013年11月2日 - 創立100周年記念式典
- 2022年1月 - 県教育委員会より令和8年度に四倉高校と統合が発表される

## 部活動
- 運動部
  - 野球、ソフトテニス、テニス、卓球、バスケットボール、バレーボール、陸上競技、ソフトボール、バドミントン、水泳
- 文化部
  - 吹奏楽、華道・茶道、演劇、珠算、科学、ワープロ、簿記研究、情報処理
- 愛好会
  - 商業社会研究会、フラダンス愛好会

## 交通
- JR常磐線・磐越東線いわき駅下車。
- 新常磐交通路線バス「平商前」下車すぐ。

## 著名な出身者
- 正木清 - 大正5年入学のち中退。平商業補修学校（昭和25年、商友会会則により、２年以上在籍したために会員に追加）。日本社会党に入り、衆議院選挙に7回当選。昭和34年に衆議院の副議長になる。